# Dactylanthias
Dactylanthias – rodzaj morskich ryb z rodziny strzępielowatych (Serranidae).

## Występowanie
Zachodnia część Pacyfiku.

## Klasyfikacja
Gatunki zaliczane do tego rodzaju:
- Dactylanthias aplodactylus
- Dactylanthias baccheti